# Songthela ciliensis
Espèce
Synonymes
- Heptathela ciliensis Yin, Tang & Xu, 2003
- Heptathela suoxiyuensis Yin, Tang & Xu, 2003

Songthela ciliensis est une espèce d'araignées mésothèles de la famille des Liphistiidae.

## Distribution
Cette espèce est endémique du Hunan en Chine,. Elle se rencontre dans la préfecture de Zhangjiajie.

## Description
Le mâle holotype mesure 20,80 mm et la femelle paratype 26,50 mm, les mâles mesurent de 16,20 à 20,80 mm et les femelles de 19,60 à 26,50 mm.

## Systématique et taxinomie
Cette espèce a été décrite sous le protonyme Heptathela ciliensis par Yin, Tang et Xu en 2003. Elle est placée dans le genre Songthela par Xu, Liu, Chen, Ono, Li et Kuntner en 2015.
Heptathela suoxiyuensis a été placée en synonymie par Yin et al. en 2012.

## Étymologie
Son nom d'espèce, composé de cili et du suffixe latin -ensis, « qui vit dans, qui habite », lui a été donné en référence au lieu de sa découverte, le xian de Cili.

## Publication originale
- Yin, Tang & Xu, 2003 : « Two new species of the genus Heptathela from China (Araneae: Liphistiidae). » Acta Arachnologica Sinica, vol. 12, no 1, p. 1-5.